# Navirnar
Navirnar är ett berg på Streymoy i Färöarna. Det ligger i sýslan Streymoyar sýsla, i den norra delen av landet, 19 km nordväst om huvudstaden Tórshavn. Navirnar ligger 622 meter över havet.